# Vattentornet i Kalmar

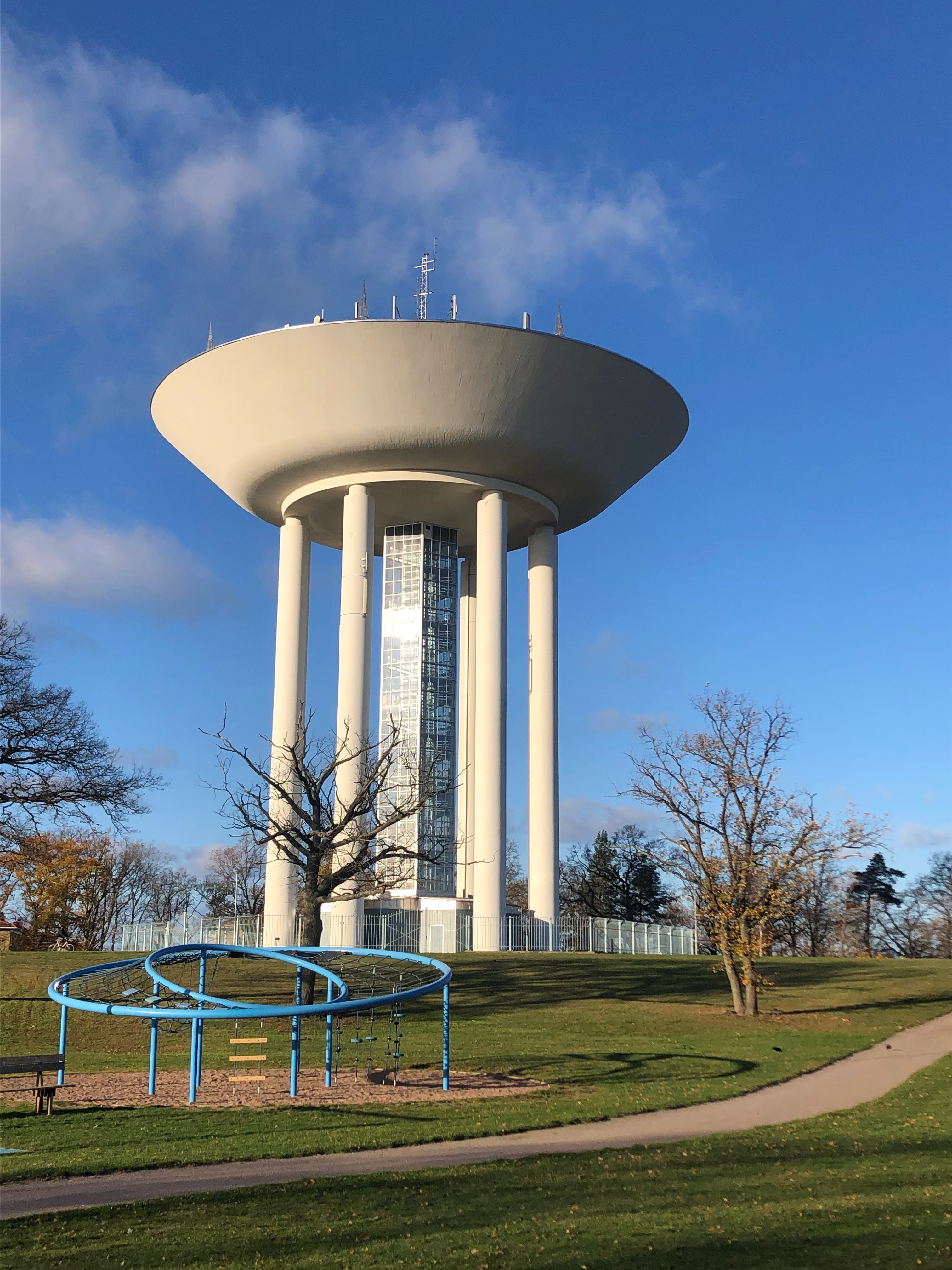
Vattentornet bärs upp av sex pelare och är ett landmärke som syns på långt håll.

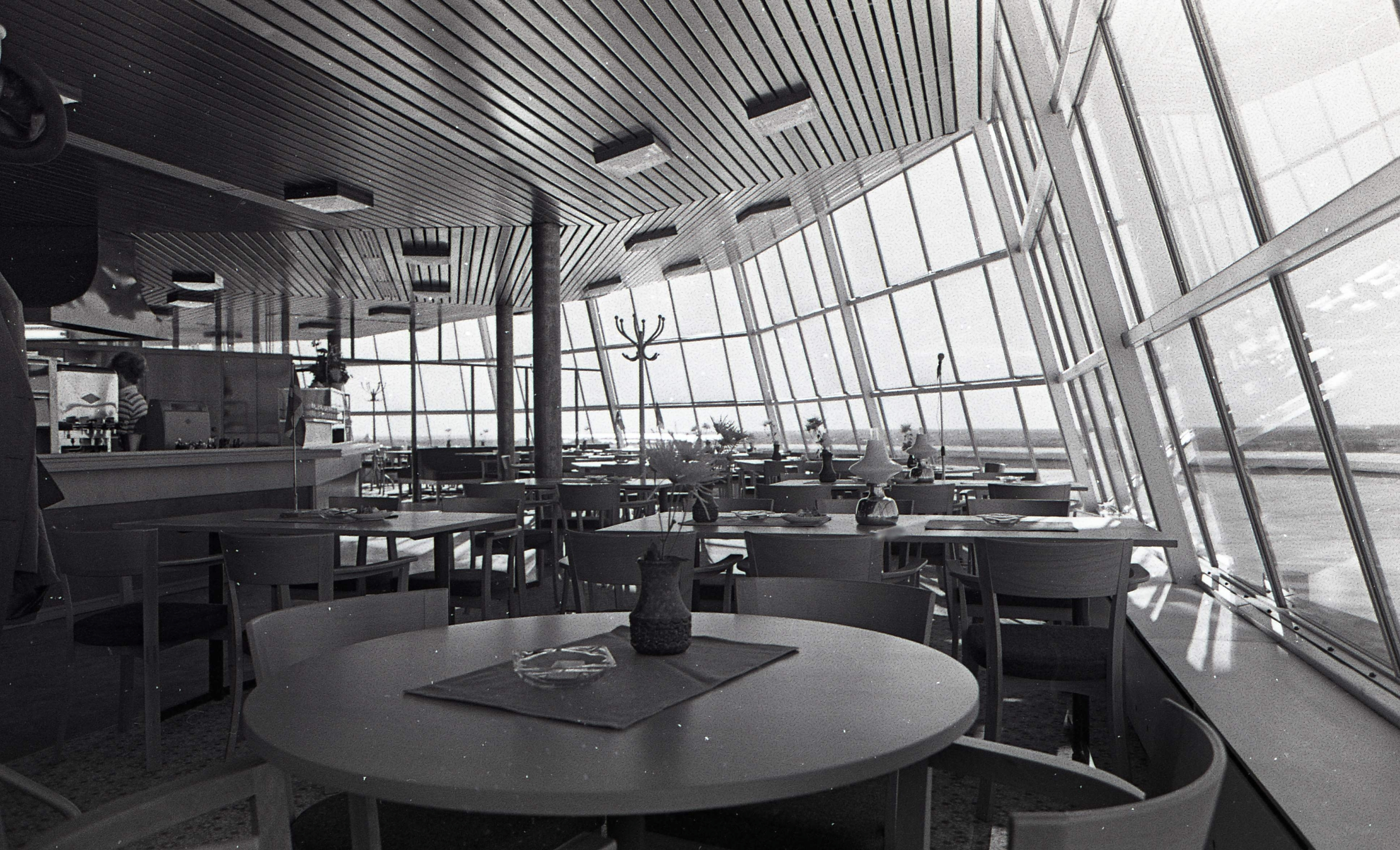
Interiörbild från restaurangdelen av det nya vattentornet i Kalmar, tagen av Ola Lejonborn vid invigningen 20 oktober 1972.

Vattentornet i Kalmar (i folkmun ofta Nya Vattentornet) är beläget vid Klunkens backe i stadsdelen Berga i norra Kalmar. Vattentornet rymmer 4,500 kubikmeter vatten och invigdes 20 oktober 1972. Det ersatte då det tidigare vattentornet beläget på Kvarnholmen i centrala Kalmar. Vattentornet har formen av en stor skål med diametern 43,8 meter uppburen av sex höga pelare och når i sin högsta höjd 71 meter över havet. Tornet ritades 1966 av Staffan Nyblom, C. G. Zeipel och Göran Ohlsson. Vid tiden fanns en tro att vattentornet skulle bli en stor turistattraktion och den försågs med utsiktsvåning med tillhörande restaurang från vilken Öland, Kalmarsund och den nybyggda Ölandsbron kunde ses. Intresset svalnade med tiden och restaurangverksamheten lades slutligen ned 1986. Idag finns ingen publik verksamhet kvar. 